# بطولة إفريقيا لكرة القدم للشباب 1987
أُجريت بطولة أفريقيا لكرة القدم للشباب 1987 وَفق نظام الذهاب والإياب، وقد كانت مؤهلة لبطولة العالم للشباب لكرة القدم 1987 بالشيلي.

## المنتخبات المشاركة
شاركت المنتخبات التالية في البطولة (ولعبت مباراة واحدة على الأقل):
| - الكاميرون - ساحل العاج - مصر - إثيوبيا - غانا | - غينيا - موريتانيا - المغرب - نيجيريا - الصومال | - توغو - تونس - أوغندا - زامبيا - زيمبابوي |

## الدور التمهيدي
| الفريق الأول | إجم. | الفريق الثاني | مباراة الذهاب | مباراة الإياب |
| ------------ | ---- | ------------- | ------------- | ------------- |
| أوغندا       | 2–3  | الصومال       | 1–2           | 1–1           |

## الدور الأول
تم استبعاد غانا وزيمبابوي بسبب إشراك لاعبين غير مؤهلين، وانسحبت إثيوبيا بعد أن لعبت مباراة واحدة.
| الفريق الأول | إجم.     | الفريق الثاني | مباراة الذهاب | مباراة الإياب |
| ------------ | -------- | ------------- | ------------- | ------------- |
| الصومال      | DSQ      | زيمبابوي      | 1–0           | 0–4           |
| مصر          | walkover | إثيوبيا       | 4–0           | walkover      |
| زامبيا       | 2–3      | نيجيريا       | 2–2           | 0–1           |
| غينيا        | 1–2      | تونس          | 0–1           | 1–1           |
| توغو         | DSQ      | غانا          | 0–2           | 1–1           |
| موريتانيا    | 0–6      | المغرب        | 0–2           | 0–4           |
| الكاميرون    | 2–3      | ساحل العاج    | 2–0           | 0–3           |
| موريشيوس     | w/o 1    | موزمبيق       | -             | -             |

1 انسحبت موريشيوس.

## ربع النهائي
انسحبت موزامبيق قبل أن تستقبل الصومال.
| الفريق الأول | إجم.     | الفريق الثاني | مباراة الذهاب | مباراة الإياب |
| ------------ | -------- | ------------- | ------------- | ------------- |
| موزمبيق      | walkover | الصومال       | walkover      | walkover      |
| نيجيريا      | 5–2      | مصر           | 4–0           | 1–2           |
| تونس         | 1–1(a)   | توغو          | 1–1           | 0–0           |
| ساحل العاج   | 2–3      | المغرب        | 2–0           | 0–3           |

## نصف النهائي
| الفريق الأول | إجم. | الفريق الثاني | مباراة الذهاب | مباراة الإياب |
| ------------ | ---- | ------------- | ------------- | ------------- |
| نيجيريا      | 2–0  | الصومال       | 1–0           | 1–0           |
| المغرب       | 1–2  | توغو          | 1–0           | 0–2           |

## النهائي
| الفريق الأول | إجم. | الفريق الثاني | مباراة الذهاب | مباراة الإياب |
| ------------ | ---- | ------------- | ------------- | ------------- |
| توغو         | 1–5  | نيجيريا       | 1–2           | 0–3           |

| بطولة أفريقيا لكرة القدم للشباب 1987 |
| ------------------------------------ |
| · نيجيريا · للمرة الثالثة            |

## المتأهلين لبطولة العالم للشباب
تأهل أفضل فريقين إلى بطولة العالم للشباب لكرة القدم 1987 بالشيلي.
- نيجيريا
- توغو

## روابط خارجية
- نتائج المباريات من آر إس إس إس إف